# Soós István (vegyész)
Soós István (Kisújszállás, 1902. december 27. – Budapest, 1959. május 1.) vegyészmérnök, borász, mikrobiológus, egyetemi tanár, a mezőgazdasági tudományok doktora (1952).

## Életútja
A budapesti Műegyetemen 1925-ben vegyészmérnöki oklevelet szerzett, utána az Ampelológiai Intézet munkatársa lett. 1943-ban kísérletügyi igazgató, 1946-tól az intézet helyettes igazgatója, rövidesen pedig igazgatója lett. Irányította 1950-ben az intézet átszervezését Szőlészeti Kutató Intézetté, amelynek igazgatója maradt 1955-ig. 1952-től a Kertészeti Főiskola előadója, majd a borászati tanszék vezetője 1954-től.
Nevéhez és munkásságához főződik a magyar borászati mikrobiológia megalapítása, a magyar borélesztő-gyűjtemény, valamint a borvizsgálati módszerek fejlesztése. Tankönyveket is írt, megindította a szőlőmonográfia elkészítését. A Nemzetközi Szőlő- és Borhivatal egyik bizottságának elnöke volt.
Budafokon borászati szakközépiskolát neveztek el róla. (Közép-magyarországi ASzC Soós István Borászati Technikum és Szakképző Iskola 1221 Budapest, Kossuth Lajos utca 83.)

## Főbb művei
- A borok betegségei, hibái és azok javítási módja (Bp., 1938)
- Borászati mikrobiológia (Bp., 1948)
- Borászati kémia (Bp., 1948)
- Borbakteriológia (Bp., 1949)
- A magyar borélesztők morfológiája és fiziológiája (Bp., 1951).